# Alfedena
Alfedena (AFI: [alfeˈdena], Fëdéna in dialetto locale) è un comune italiano di 905 abitanti della provincia dell'Aquila in Abruzzo. Faceva parte della comunità montana Alto Sangro e altopiano delle Cinquemiglia e parte del suo territorio comunale è compreso all'interno del parco nazionale d'Abruzzo, Lazio e Molise. Tradizionalmente parte integrante del Sannio, è il comune situato più a sud della provincia dell'Aquila nonché della regione Abruzzo, posto al confine con la provincia laziale di Frosinone e con quella molisana di Isernia.

## Geografia fisica

### Territorio

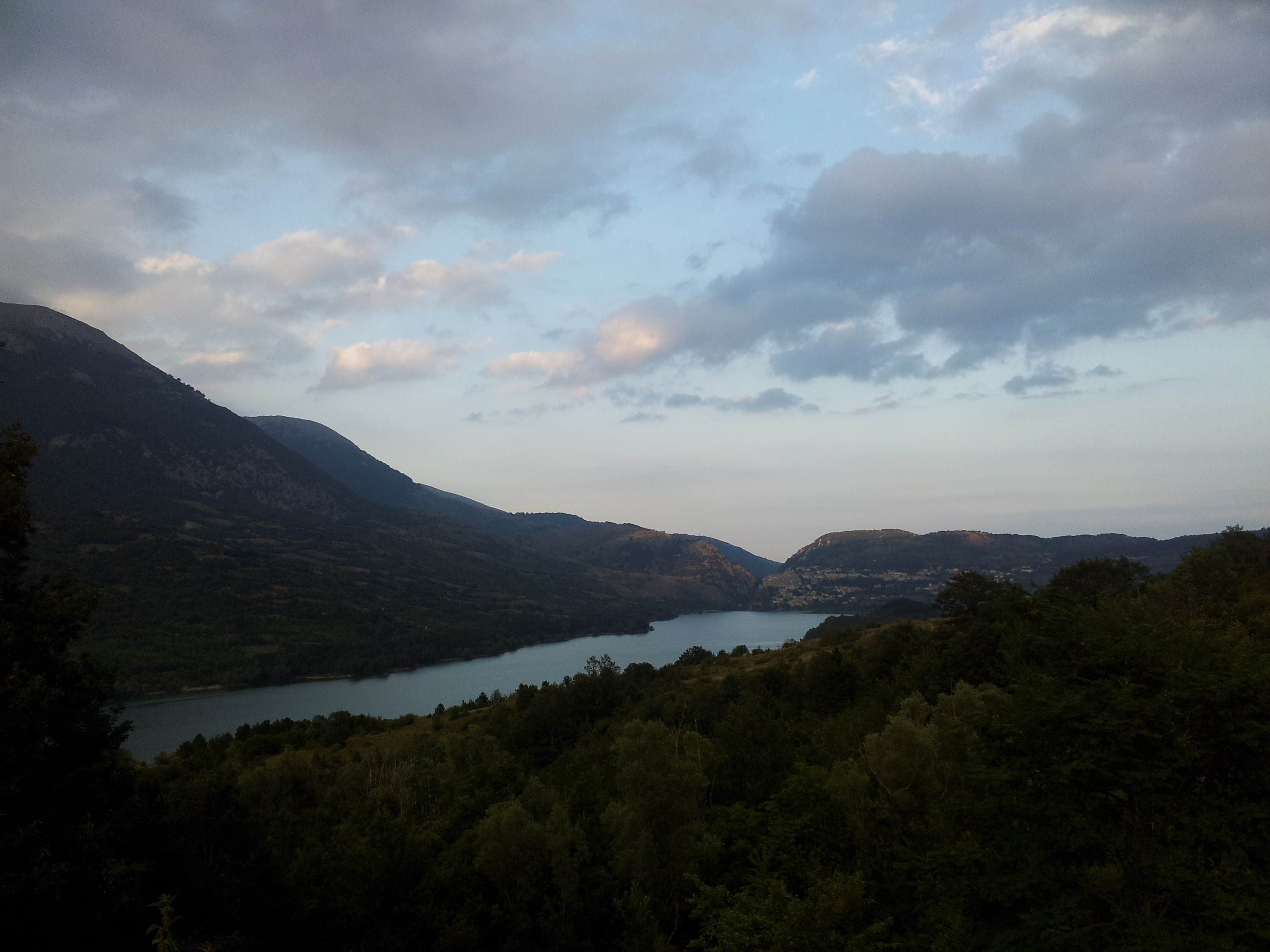
Lago di Barrea.

Alfedena è una stazione climatica estiva situata sulle due sponde del Rio Torto. Si trova nella punta estrema sud-occidentale dell'Alto Sangro, ai piedi dei massicci della Meta e del Monte Greco. Alfedena è attraversata dalla strada statale 83 Marsicana che allo stesso tempo costituisce anche il suo corso principale. Il centro abitato si trova ad un'altitudine di 914 metri sul livello del mare mentre per il resto del territorio comunale si va dagli 850 metri dell’area confinante con Scontrone ai 2 242 metri della vetta di Monte Meta. Inoltre, insieme a Valle Castellana, è uno dei due comuni abruzzesi il cui territorio è confinante con due regioni.

### Clima

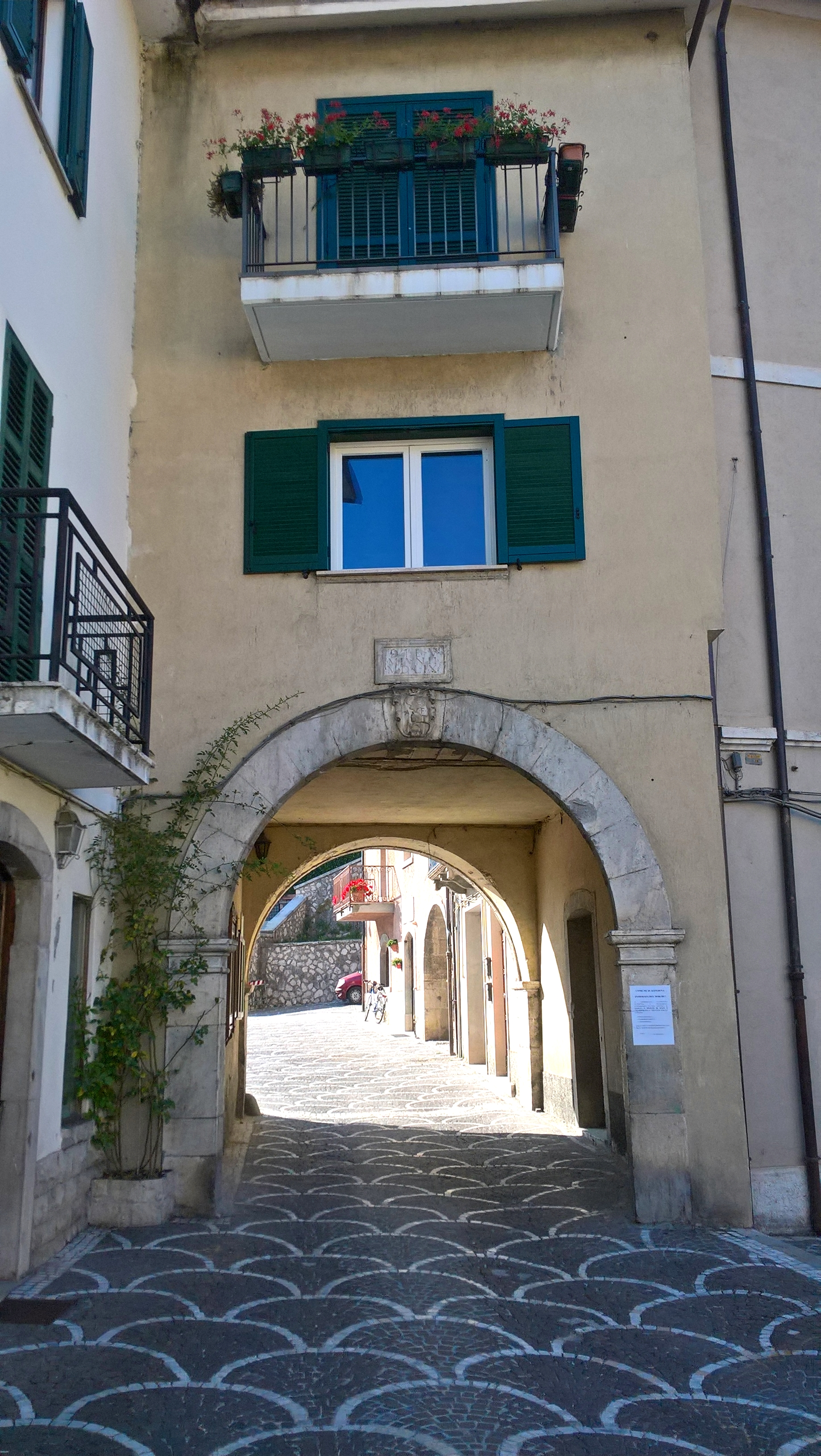
Porta urbica di Alfedena.

Il clima è tipicamente appenninico con estati miti ed inverni freddi. Risente dell'influenza delle correnti fredde da nord est che possono portare anche fenomeni nevosi intensi, come quello del 2012 che portò ben 180 cm di neve in paese. Risente anche dello scirocco da sud ovest che può portare assenza di neve anche nei mesi più freddi. La temperatura media di gennaio è di circa 2,5 gradi e quella di agosto è di 20 gradi. Nelle giornate più calde sono state registrate temperature leggermente superiori ai 30 gradi mentre nelle notti più fredde la coloninna di mercurio è scesa più volte sotto i -10 gradi. Grazie alla sua posizione, la sua altitudine è minore rispetto a quella degli altri comuni alto sangrini. Di conseguenza costituisce una delle località della zona con il clima più gradevole.
La temperatura scende sensibilmente all'aumentare della quota e sui monti della Meta si verificano nevicate anche in primavera o in autunno. Le temperature estive sono piuttosto fresche mentre le precipitazioni sono pressappoco quantificabili in 1000 mm l'anno, ben distribuiti durante tutti i mesi con un minimo a luglio ed un picco a novembre.

## Storia
Forse identificabile con l'antico centro di Aufidena, il paese sorge in un'area che ospita una vasta necropoli italica, esplorata dagli archeologi a partire dal 1882. Questa necropoli presenta notevoli somiglianze con altri due siti alto sangrini, quello di Opi e quello di Barrea. Tali analogie hanno permesso agli esperti di parlare di una vera e propria facies culturale dell'Alto Sangro.

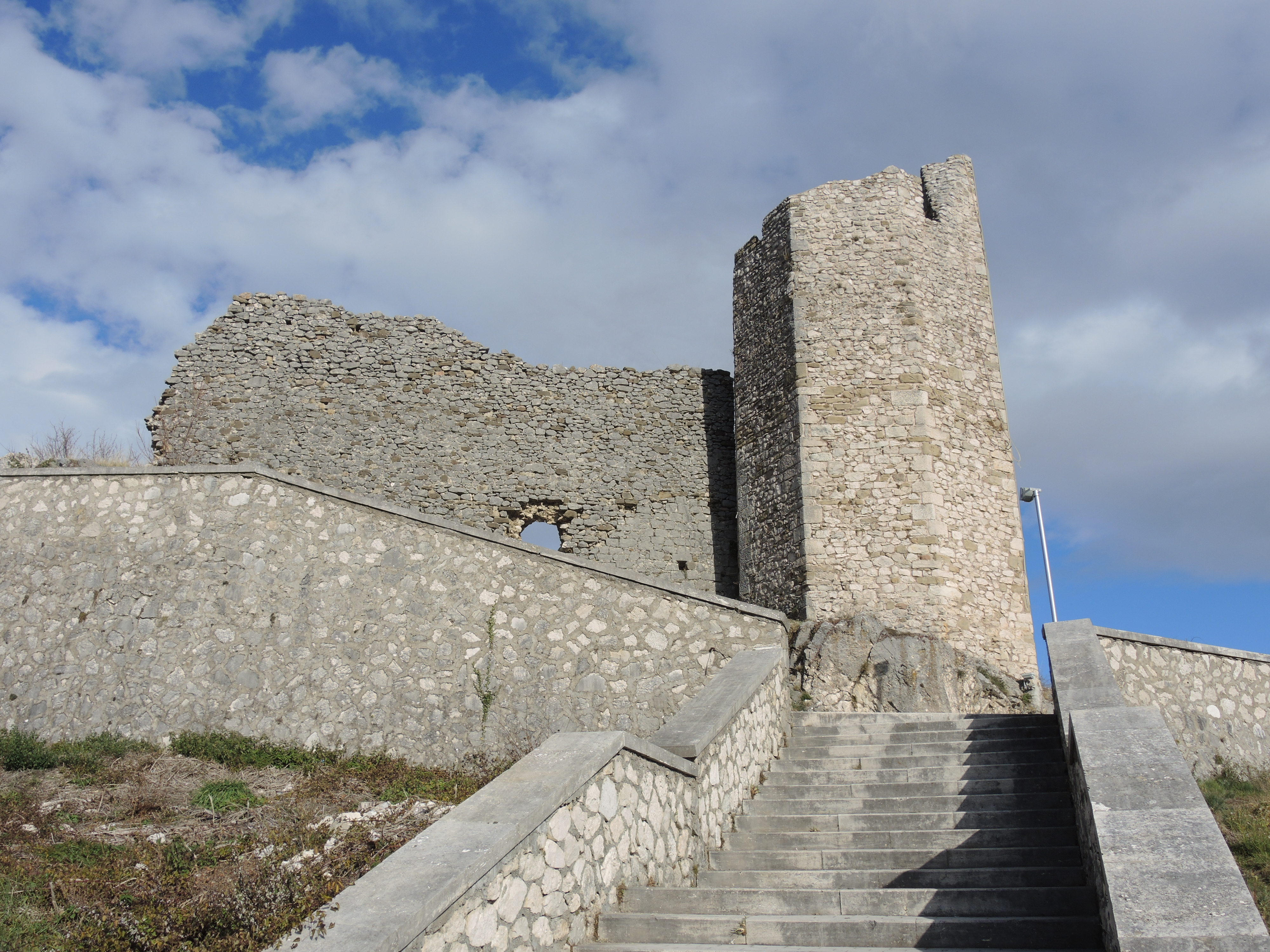
Il castello con la torre.

Le circa 1 500 sepolture rinvenute, databili tra il VII secolo a.C. e l'inizio del III secolo a.C., hanno restituito numerosi reperti, alcuni dei quali sono conservati presso il Museo civico aufidenate Antonio De Nino. Il sito fortificato del Curino, posto a monte della necropoli, faceva probabilmente parte di un vasto sistema funzionale di roccaforti e costituiva un punto di controllo sul fondovalle. Molti reperti provenienti dalla necropoli furono trafugati o distrutti dalle truppe di occupazione tedesca durante la seconda guerra mondiale.
Nella seconda metà del VI secolo, Alfedena entrò a far parte del Ducato longobardo di Benevento e, tra i secoli V e VIII, fu anche sede vescovile. Successivamente, però, la diocesi di Alfedena fu soppressa ed il suo territorio fu ereditato dalla diocesi di Trivento.
Alla fine dell'XI secolo (1098) Alfidena faceva parte della Contea di Sangro. Ciò risulta da una concessione di terreni e pascoli sottoscritta dal conte Berardo del fu Oderisio a favore del monastero di Montecassino. Nel XIV secolo fu feudo di Simone De Sangro per poi passare a vari signori feudatari del Principe Lannoy di Sulmona (XVI secolo). Alfedena fu danneggiata dal terremoto della Maiella del 1706 e più recentemente dai terremoti di Avezzano del 1915 e della Val di Comino del 1984.

### Alfedena nella seconda guerra mondiale
Nei primi anni della seconda guerra mondiale, tra il 1940 e 1943, Alfedena fu uno dei comuni dell'Abruzzo ad essere designato dalle autorità fasciste come luogo di internamento civile per profughi ebrei stranieri presenti in Italia. Gli internati furono 16, uno dei gruppi più numerosi nella provincia di L'Aquila. Dopo l'8 settembre 1943, con l'arrivo delle truppe tedesche la situazione si fece drammatica. Gli ex-internati si dettero alla fuga. Quattro di loro, arrestati a Roma, troveranno la morte ad Auschwitz. Gli altri riuscirono a sfuggire alla cattura.
L'occupazione tedesca fu un periodo tragico per l'intero paese. I militari tedeschi rastrellarono gli uomini per scavare le trincee lungo la strada per Barrea e Civitella Alfedena che aveva il suo punto di massima levatura in contrada Aia della Forca. Proprio lungo questa dorsale appenninica si era posizionata la contraerea tedesca con i cannoni a lunga gittata che bersagliavano le postazioni alleate di Rionero Sannitico e Montenero Val Cocchiara. La contraerea tedesca aveva il compito di tenere sotto controllo anche la strada per Cassino. Inoltre, venne minata la vasta pianura che si estende tra Alfedena e Castel di Sangro. Il 5 ottobre gli Alleati bombardarono il paese e nei giorni successivi la popolazione abbandonò le case per disperdersi in campagna. Nei successivi bombardamenti, vennero gravemente danneggiati i monumenti del castello medievale, con la torre maestra, e la chiesa madre dei Santi Pietro e Paolo, oltre alla torre civica del Municipio. Il 26 ottobre i tedeschi organizzarono nella piazza di Alfedena le operazioni di sfollamento. Difatti, gli alfedenesi furono obbligati a partire alla volta di Avezzano dove rimasero sino alla tarda primavera del 1944.

### Simboli
Il comune usa come proprio emblema l'antico stemma scolpito a bassorilievo sulla chiave di volta dell'arco di ingresso alle mura medievali che immette alla piazza Sannitica. Si tratta di uno scudo sagomato con un braccio che stringe nel pugno una mano d'aquila accostata dalle lettere maiuscole A e F.
Il gonfalone in uso è un drappo di colore celeste.

## Monumenti e luoghi d'interesse
Il centro storico si snoda in una serie di viuzze e stradine accessibili dalla Porta Civica, posta tra piazza Umberto I, via Principe di Napoli. Attraverso questa porta inclusa tra le abitazioni, si accede all'abitato del XVI-XVIII secolo, in una piazzetta antistante la scalinata che porta in cima l castello con la torre. Il cosiddetto "Borgo Veroli" è l'anima dell'antico paese, procedendo verso ovest si arriva a largo Don Filippo Brunetti con la chiesa madre dei Santi Pietro e Paolo, mentre il centro ottocentesco si dipana da piazza Umberto I in giù, lungo via Duca degli Abruzzi, via Principe di Napoli e via Marsicana, e anche a su della chiesa madre, dove si trova il Palazzo civico, lungo via Casili, con le case attaccate, e tipiche degli ornamenti in pietra concia e intonaci in stile classico, alcune delle quali mostranti lo stile revival del neogotico.
Molti sono i luoghi che conservano traccia della lunga storia di Alfedena:

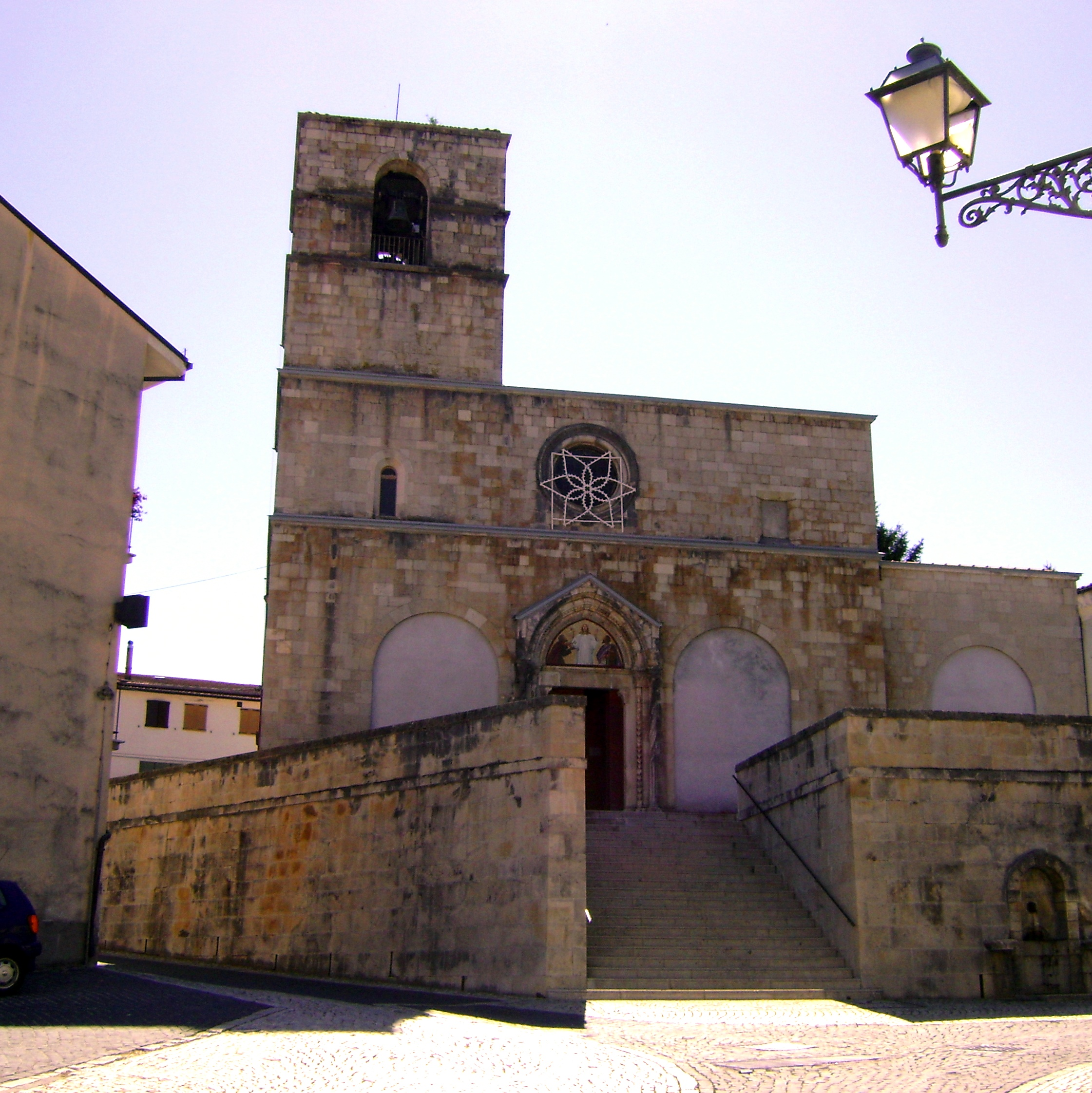
Chiesa parrocchiale dei Santi Pietro e Paolo

### Castello e porta
- Testimonianza della storia medievale del paese, la torre ottagonale del castello di Alfedena (XII secolo) domina l'intero centro storico. Dai lati della torre si estendono alcuni tratti delle antiche cortine. Una scalinata, recentemente restaurata e provvista di illuminazione, consente la visita ai turisti.
- La porta di Alfedena, delimitante piazza Umberto I, consente l’accesso al nucleo antico del paese. La porta è attaccata alle case che formano il Borgo Veroli, è decorata con lo stemma aufidenate.

### Architetture religiose
- Chiesa dei Santi Pietro e Paolo (XIII secolo), si trova nella parte occidentale del paese, in largo Don Filippo Brunetti, è caratterizzata da una facciata di ispirazione romanica (XIII secolo), è stata restaurata a seguito dei danni del secondo conflitto mondiale. L'interno della chiesa è frutto della ricostruzione del 1954. I grandi mosaici sulla facciata e all'interno vennero realizzati da Fausto Conti negli anni Cinquanta del XX secolo.

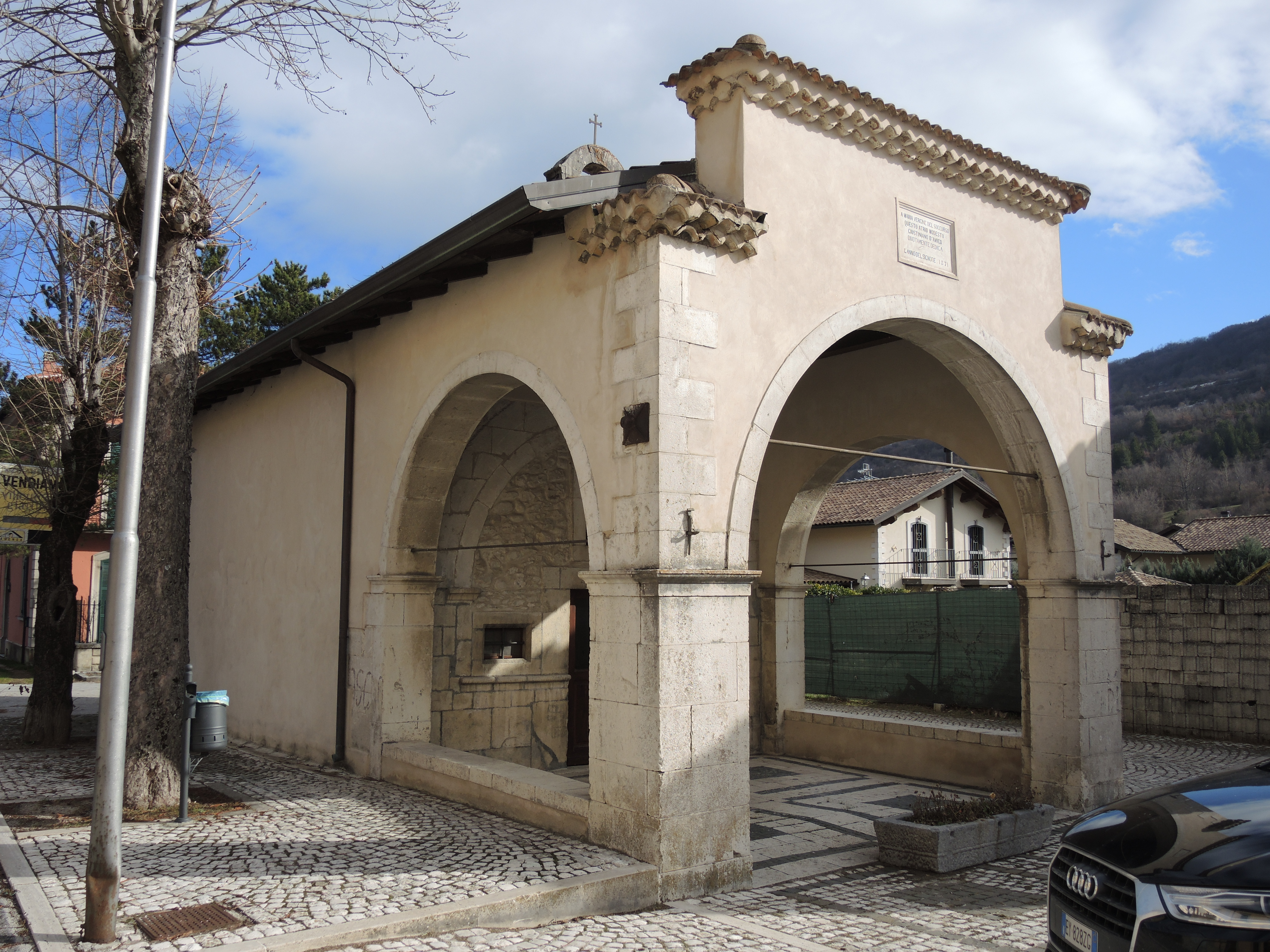
Cappella del Soccorso

- Chiesa di Maria Santissima Immacolata della Congrega: si trova in via delle Vigne, accanto alla chiesa madre. Risale al XVII secolo, l'esterno è piuttosto spoglio, con solo il portale architravato dalla cornice modanata a motivi barocchi, e una piccola torre campanaria a vela. L'interno a navata unica è molto ricco di marmi e stucchi settecenteschi.
- Chiesa di San Filippo Neri: si trova nel centro, in via Sant'Antonio, risalente al XVII secolo, di aspetto assai semplice, con esterno rivestito in pietra concia, dall'impianto a capanna, con portale architravato in pietra lavorata. L'interno a navata unica è in intonaco bianco, con la tela settecentesca della Gloria di san Filippo, ai lati ci sono delle statue dei santi, tra cui quella del dedicatario della chiesa.
- Chiesa della Madonna del Carmine: è un piccolo edificio del XVIII secolo, con l'impianto rettangolare, facciata semplice decorata da un portale a timpano barocco spezzato, sovrastato da un finestrone centrale. L'interno a navata unica è ricco di stucchi e pennacchi, con elementi di interesse tra cui la scultura lignea della Madonna del Carmelo, e le statue in cartapesta di San Giuseppe, il Bambino e San Luigi Ferrer. L'organo ligneo è del 542[senza fonte], e il palco di cantoria della metà del Settecento.

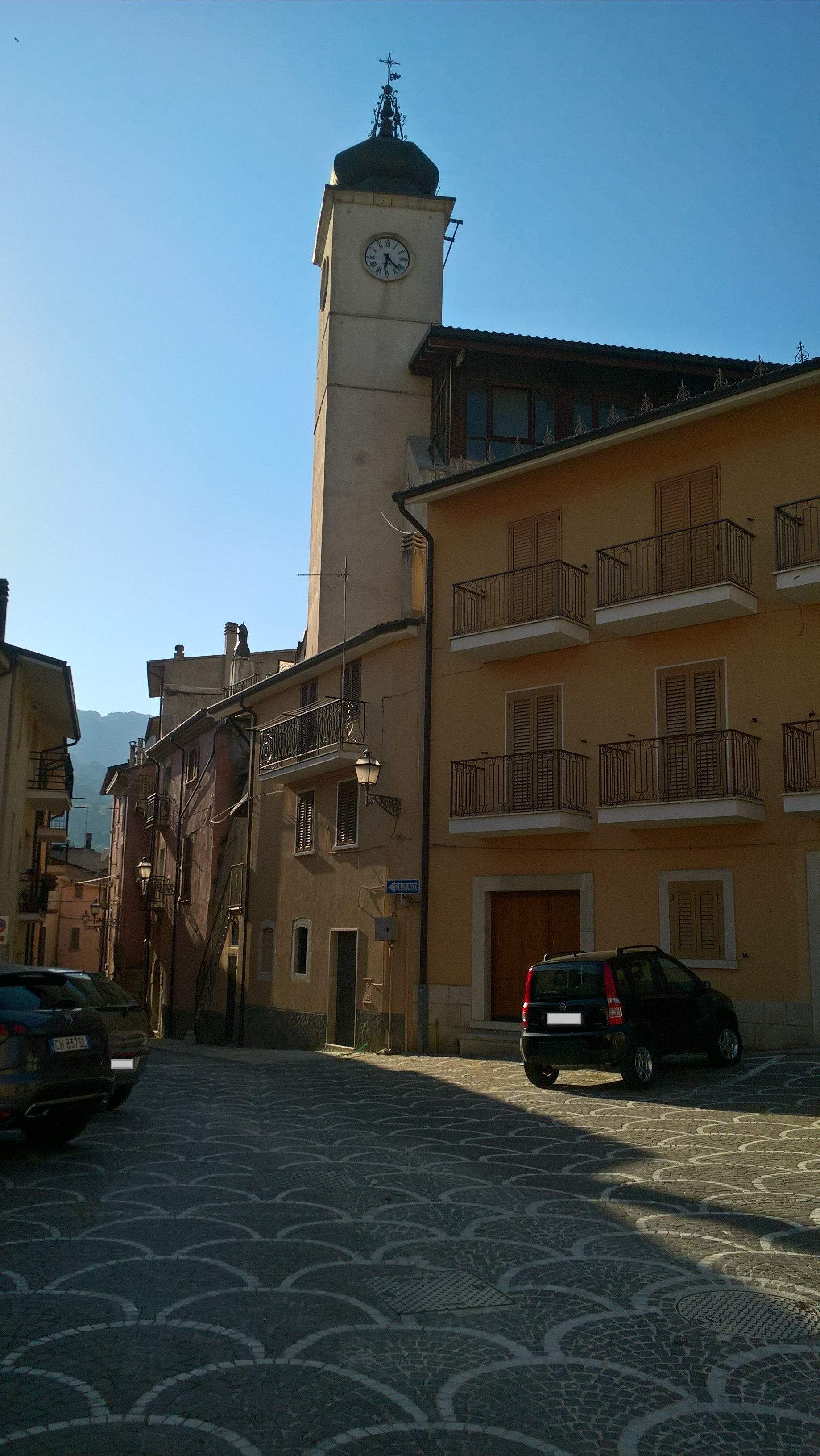
Torre civica

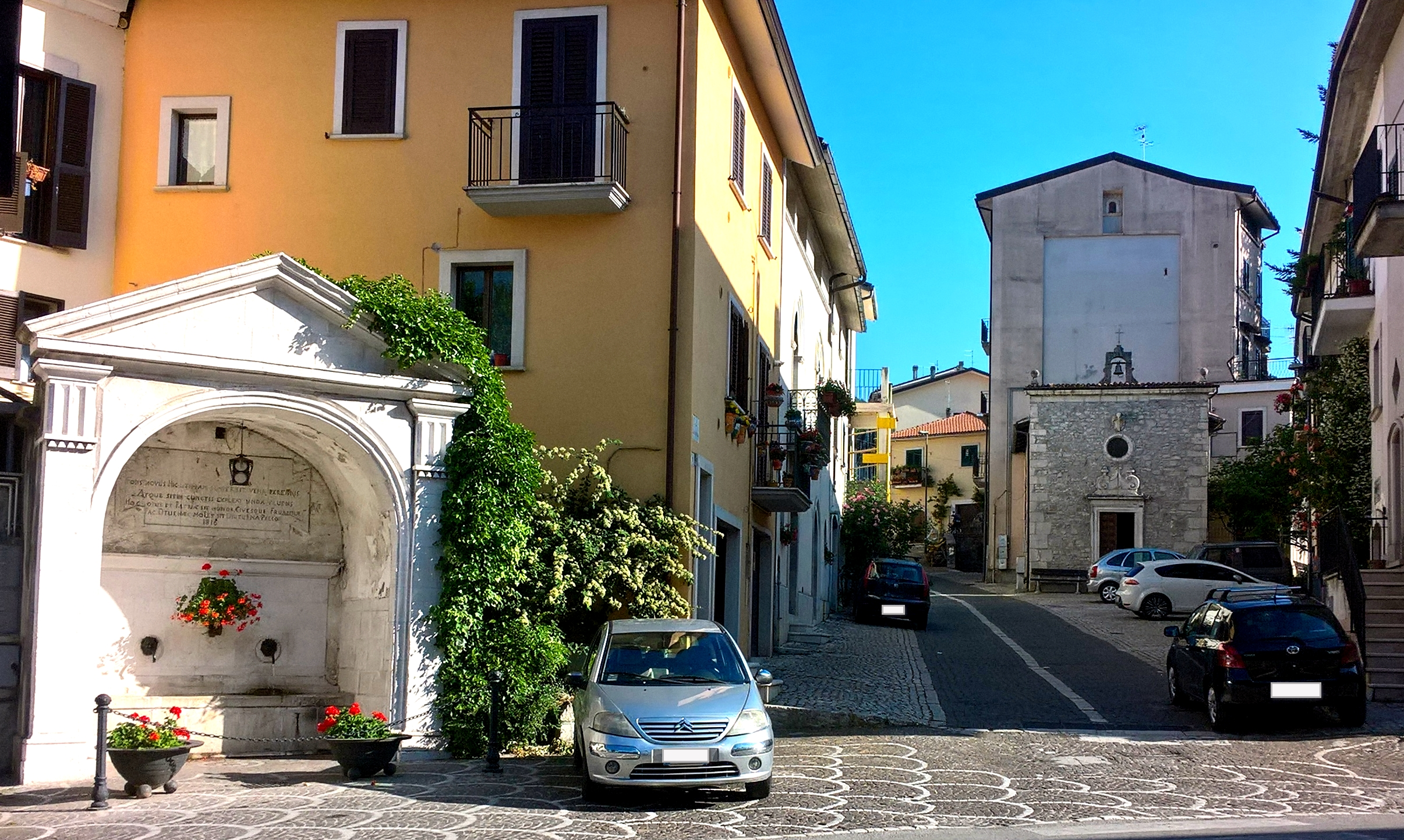
Piazza Umberto I: la fontana civica e la cappella di San Filippo

- Chiesa del Soccorso: si trova nella periferia sud, ed è una chiesetta campestre della metà del Settecento, di pregevole fattura di scuola sulmonese. La cappella, ha una facciata preceduta da un nartece in pietra lavorata a un fornice solo ad arco a tutto sesto, più due laterali, che immettono al portale lunettato vero e proprio. L'interno è a navata unica, molto semplice, con l'abside semicircolare decorata dalla scena dell'Annunciazione. Altre opere di pregio sono la scena della Cacciata del Demonio da parte di Maria che protegge il fanciullo, San Rocco in vesti di mendicante col cane, e infine la statua della Vergine del Soccorso.

### Palazzi e fontane
- Torre civica: visibile da via Borgo Veroli, risale al tardo Ottocento, e sarebbe il riadattamento di una torre medievale a funzione di orologio pubblico del paese. Interessante notare come la copertura del tetto della torre riecheggi quelle delle chiese tirolesi.
- Palazzo Brunetti Conti Baglioni: si trova su via Borgo Veroli, e risale al XVII secolo, residenza storica di questa famiglia Gentilizia originaria di Alfedena. Lo stemma, ancora ben visibile, è uno scudo d'argento a tre teste di moro, posto in maestà attortigliate d'argento e ordinate a fascia. All'epoca dell'infeudamento di Alfedena sotto il dominio del vice regno spagnolo, Alfedena entrò nel governo dei Caracciolo, e Marchesi di Alfedena sino al 1798. I Brunetti di Alfedena dettero lustro al paese con i canonici, i missionari, gli arcipreti che sfornarono nei secoli, insieme ai medici, agli insegnanti, ai cavalieri. Si ricorda l'arciprete don Filippo Brunetti, decorato al Valor Civile per aver prestato soccorso alla gente durante l'epidemia di colera del 1884 e l'arciprete Don Matteo Brunetti, cappella militare e parroco di Castel del Giudice, morto durante i bombardamenti. La casa sorge infatti a due passi dalla chiesa madre dei Santi Pietro e Paolo, l'arme storica si trova sull'architrave del portale seicentesco, e appare anche la lapide commemorativa del Reverendo Arciprete Don Filippo Brunetti.
- Fontana a muro: si trova in Piazza Umberto I, risalente al XVII secolo, opera di artigiani locali e maestri scalpellini. La fontana ha stile classico, è una nicchia inquadrata da due semicolonne, con capitello composito, che sostengono un architrave a timpano triangolare.

### Monumenti commemorativi
- Monumento ai Caduti di Alfedena, opera dell'artista locale Di Palma, fu installato nel 1924 nella piazza Umberto I per commemorare il contributo della popolazione di Alfedena alla prima guerra mondiale.
- Monumento al Selciatore, realizzato nel 1966 all'ingresso della villa comunale, si tratta di un'opera commemorativa degli alfedenesi che per secoli emigrarono per svolgere l'attività di selciatori.

### Archeologica: l'acropoli di Aufidena
I resti si trovano in località Monte Curino, sopra un'altura sovrastante l'attuale paese. Le prime scoperte furono fatte nel 1877 dall'archeologo locale Antonio De Nino, alti rinvenimenti recente sono stati effettuati tra il 1969 e il 1974, con molti reperti scultorei conservati nel Museo civico aufidenate di Castel di Sangro, presso l'ex convento della Maddalena dei Frati Osservanti. L'abitato era cinto da possenti mura fortificate, fondato nel VI secolo a.C. dai Sanniti Pentri, anche se alcuni studiosi vogliono che l'antica Aufidena si trovasse presso Castel di Sangro, come dimostrano i rinvenimenti del sito detto "Scale del Lupo". Altre scoperte infatti presso Castel di Sangro in zona Civita Alta, presso il Colle San Giovanni e l'antico castello normanno, testimonierebbero come quest'area fosse abitata dagli Italici prima di Roma, e come comunicassero tra di loro, per mezzo delle rocche, per presidiare il territorio, cioè con l'area del Volturno, per mezzo di un'altra rocchetta sovrastante l'abitato di Scontrone (AQ) e di Montalto (presso il tratturo Pescasseroli-Candela).
I ruderi sono visibili tra i cespugli, benché sia stato realizzato un percorso di facilitazione dell'impianto planimetrico italico. Si trovano resti di edifici pubblici, di un forno, una cisterna monumentale, dei templi. Un tempietto è contraddistinto dai resti delle colonne, poi della basilica, di cui si intravede il perimetro. Segnaletica turistica anche se datat consente di migliorare la visita, e guidano nella parte est, dove si trova una necropoli.

## Sport
Ad Alfedena lo sci di fondo è molto praticato data la presenza di uno delle piste più impegnative dell'Italia centro-meridionale. Difatti, dal 16 al 18 febbraio 2018, in località Pianoro Campitelli, si sono svolti i Campionati Italiani allievi Under 16 di sci di fondo.

## Società

### Evoluzione demografica
Abitanti censiti

## Cultura

### Istruzione

#### Musei
- Museo civico aufidenate Antonio De Nino dedicato alla necropoli di Alfedena, esplorata alla fine del XIX secolo da Antonio De Nino.
- Museo dell'Acropoli di Aufidena, sito archeologico posto sopra l'attuale borgo.

### Eventi
- Fuochi di Sant'Antonio (17 gennaio).

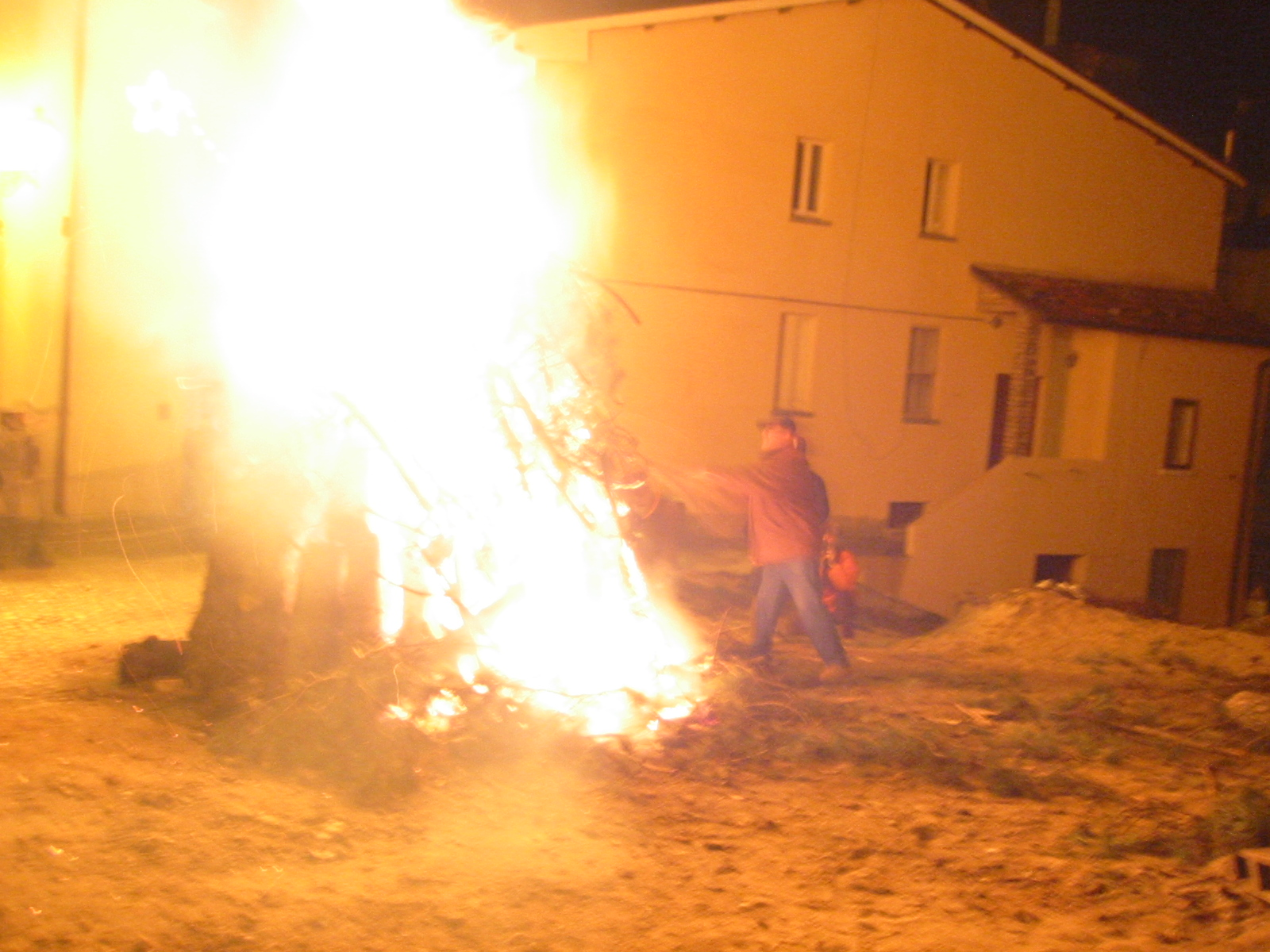
Fuochi per la festa di S. Antonio

- Festa di Santa Maria Salome e San Pietro (seconda domenica di luglio).

## Infrastrutture e trasporti
Alfedena è attraversata dalla strada statale 83 Marsicana.
A poca distanza dal centro abitato è presente la stazione ferroviaria di Alfedena-Scontrone, sulla linea Sulmona-Isernia. Il servizio ferroviario è effettuato da bus sostitutivi, ma la vecchia linea ferrata è ancora saltuariamente percorsa da treni storici. 

## Amministrazione
| Periodo          | Periodo          | Primo cittadino   | Partito                                                                                       | Carica                  | Note  |
| ---------------- | ---------------- | ----------------- | --------------------------------------------------------------------------------------------- | ----------------------- | ----- |
| 9 ottobre 1987   | 13 marzo 1996    | Vittorio Amorosi  | Democrazia Cristiana (1987-1995) Lista civica di centro-destra Uniti per Alfedena (1995-1996) | Sindaco                 | [ 1 ] |
| 14 marzo 1996    | 17 novembre 1996 | Gabriella Patrizi | –                                                                                             | Commissario prefettizio | [ 1 ] |
| 18 novembre 1996 | 28 maggio 2006   | Vittorio Amorosi  | Lista civica                                                                                  | Sindaco                 | [ 1 ] |
| 29 maggio 2006   | 15 maggio 2011   | Secondo Di Giulio | Lista civica                                                                                  | Sindaco                 | [ 1 ] |
| 16 maggio 2011   | 3 ottobre 2021   | Massimo Scura     | Lista civica Libera scelta                                                                    | Sindaco                 | [ 1 ] |
| 4 ottobre 2021   | in carica        | Luigi Milano      | Lista civica Libera scelta                                                                    | Sindaco                 | [ 1 ] |